# Marigliano
Marigliano là một đô thị của Ý. Đô thị này thuộc tỉnh Napoli trong vùng Campania. Marigliano có cự ly 19 km so với Napoli, đô thị này có diện tích 22,6 km2, dân số theo ước tính năm 2009 của Viện thống kê quốc gia Ý là 30.263 người. 
Các đơn vị dân cư:
Đô thị Marigliano giáp với các đô thị: Acerra, Brusciano, Mariglianella, Nola, San Vitaliano, Scisciano, Somma Vesuviana.